# Onslaught (groupe)
 (juin 2025).
Si vous disposez d'ouvrages ou d'articles de référence ou si vous connaissez des sites web de qualité traitant du thème abordé ici, merci de compléter l'article en donnant les références utiles à sa vérifiabilité et en les liant à la section « Notes et références ».
Pour les articles homonymes, voir Onslaught (homonymie).
Onslaught est un groupe anglais de thrash metal originaire de Bristol fondé en 1982.

## Histoire

### Débuts (1982-1984)
Onslaught est fondé en 1982 par le guitariste Nige Rockett et le batteur Steve Grice. Rockett fait appel à des membres de son ancien groupe Deranged, le chanteur Jase Pope et le bassiste Paul Hill, pour compléter le line-up. Ils seront remplacés par Roger Davies et Paul Davies l'année suivante. Le groupe publie plusieurs démos influencées par la seconde vague du punk anglais (The Exploited, Discharge).

### Première période (1984-1991)
1984 voit l'arrivée de Paul Mahoney (chant) et Jase Stallard (basse). Le groupe publie de nouvelle démos où les influences punk hardcore s'effacent au profit de sonorités heavy/thrash metal. Le groupe signe un contrat avec le label Children of the Revolution et sort son premier album, Power from Hell en 1985. Fin 1985, le chanteur Sy Keeler fait son entrée de groupe en remplacement de Jase Stallard qui occupe désormais le poste de bassiste laissé vacant par Jase Stallard, devenu second guitariste d'Onslaught. Le groupe enregistre son second album quelques mois plus tard. The Force est publié en 1986 par Under One Flag. Il obtient un meilleur accueil du public que son prédécesseur, et est toujours considéré comme un classique du groupe. Mahoney quitte le groupe cette même année.
En 1987 Stallard est viré du groupe et remplacé par Rob Trotman. Onslaught signe un nouveau contrat avec London Records et commence à enregistrer un troisième album au milieu de l'année 1988. Si la voix de Sy Keeler sur les versions démos satisfait le groupe, London Records leur demande de remplacer leur chanteur qui ne lui semble pas adaptée à la production moins agressive de l'album. In Search of Sanity est finalement enregistré avec Steve Grimmett de Grim Reaper et publié en 1989. Bénéficiant d'une bonne promotion avant sa sortie, l'album déçoit une partie des fans qui considèrent que la musique du groupe s'est trop adoucie. En 1990 Grimmett quitte le groupe et est remplacé par Tony O'Hora. Le groupe s’attelle à la composition d'un quatrième album mais est lâché par London Records. Après avoir cherché en vain un nouveau contrat, Onslaught se sépare en 1991.

### Reformation (depuis 2005)
Onslaught annonce sa reformation en 2005, le groupe est alors composé des anciens membres Nige Rockett, Steve Grice, Sy Keeler et James Hinder ainsi que du guitariste Alan Jordan et commence rapidement son travail de composition pour un quatrième album. Hinder est remplacé par Jeff Williams avant la sortie de Killing Peace chez Candlelight Records en 2007. En 2008 Jordan quitte à son tour le groupe et est remplacé par Andy Rosser-Davies.
Onslaught signe un nouveau contrat avec AFM Records en 2010 et sort l'album Sounds of Violence début 2011, deux mois avant le départ du batteur et jusqu'alors membre permanent du groupe Steve Grice. Michael Hourihan assure l’intérim et devient un membre officiel du groupe en novembre. Leur sixième album, VI sort en septembre 2013. En 2014, Sy Keeler étant retenu chez lui en raison de problèmes familiaux, le groupe fait appel à l'ancien chanteur d'Anthrax Neil Turbin le temps d'une tournée sur les deux continents américains. Turbin quitte la tournée trois jours avant sa fin en raison d'un différend financier avec le reste du groupe.

## Membres

### Membres actuels
- Nige Rockett - guitare (1982 - 1991, depuis 2005)
- Sy Keeler - chant (1985 - 1988, depuis 2005)
- Jeff Williams - basse (depuis 2006)
- Michael Hourihan (Extreme Noise Terror) - batterie (depuis 2011)
- Iain 'GT' Davies - guitare (depuis 2015)

### Anciens membres
- Andy Rosser-Davies - guitare (2008 - 2015)
- Steve Grice - batterie (1982-1991, 2005-2011)
- Alan Jordan - guitare (2005 - 2008)
- James Hinder - basse (1988 - 1991, 2005 - 2006)
- Rob Trotman - guitare (1987 - 1991)
- Tony O'Hora (Praying Mantis) - chant (1990 - 1991)
- Steve Grimmett (Grim Reaper) - chant (1988 - 1990)
- Jase Stallard  - basse, puis guitare (1984 - 1987)
- Paul "Mo" Mahoney - chant, puis basse (1984 - 1986)
- Roger Davies - chant (1983 - 1984)
- Paul Davies - basse (1983 - 1984)
- Jase Pope - chant (1982 - 1983)
- Paul Hill - basse (1982-1983)

## Discographie

### Albums studio
- Power from Hell (1985)
- The Force (1986)
- In Search of Sanity (1989)
- Killing Peace (2007)
- Sounds of Violence (2011)
- VI (2013)
- Generation Antichrist (2020)
- Origins Of Aggression (2025)

### Albums live
- Live Damnation (2009)
- Live at the Slaughterhouse (2016)